# Ерік Гарріс і Ділан Кліболд
Е́рік Де́від Га́рріс (англ. Eric David Harris; 9 квітня 1981 — 20 квітня 1999) і Ді́лан Бе́ннет Клі́болд (англ. Dylan Bennet Klebold; 11 вересня 1981 — 20 квітня 1999) — учні американської школи Колумбайн, що 20 квітня 1999 року скоїли масове вбивство, під час якого загинули 13 людей (12 учнів та один вчитель їхньої школи), і ще 24 особи було поранено. Після бійні у школі обидва учні вчинили самогубство.

## Життєписи

### Особистості
Гарріс і Кліболд народилися у 1981 році. Гарріс народився у Вічиті, штат Канзас, але в дитинстві часто переїжджав через те, що його батько служив у Військово-повітряних силах США, тоді як Кліболд народився і виріс поблизу Колумбайна. Сім'я Гарріса врешті-решт оселилася в Колорадо в 1992 році. Незабаром після цього Гарріс і Кліболд познайомилися, коли навчалися у сьомому класі. З часом вони ставали дедалі ближчими. На той час, коли вони перейшли в старшу школу їх описували як нерозлучних. Існують різні свідчення: одні кажуть, що Гарріс і Кліболд були дуже непопулярними учнями, коли стали старшокласниками, і часто ставали об'єктами знущань, в той час як інші стверджують, що вони не були внизу шкільної соціальної ієрархії і кожен мав багато друзів, а також вели активне соціальне життя. Відомо, що середня школа Колумбайн мала інтенсивну «культуру спортсменів», в якій популярні учні, переважно спортсмени, отримували особливе ставлення з боку викладачів та інших учнів.
Одні описували Гарріса як харизматичного, інші – як милого і симпатичного. Гарріс також часто хвалився своєю здатністю обманювати інших, одного разу заявивши на відеозаписі, що може змусити кого завгодно повірити в що завгодно. На молодших курсах Гарріс також був відомий тим, що швидко виходив з себе і погрожував людям бомбами. Однокласники також розповідали, що Гарріс захоплювався війною і писав жорстокі фантазії про вбивство людей, які йому не подобалися.
Однолітки та дорослі описували Кліболда як хворобливо сором'язливого. Ділан часто смикався, коли до нього звертався хтось новий, рідко відкривався людям. Він також надзвичайно нервував перед протилежною статтю, іноді взагалі уникав конфронтації з дівчатами. В останній рік життя багато хто відзначав зміну в поведінці Кліболда. На відміну від минулого, він став запальним, часто схильним до раптових спалахів гніву.

### Дружба
Гарріс і Кліболд разом працювали кухарями в піцерії «Блекджек Піца», що за милю на південь від їхнього місця навчання. Згодом Гарріса підвищили до керівника зміни. Він та його група друзів цікавилися комп'ютерами і були записані на заняття з боулінгу.
Значна частина інформації про дружбу Гарріса і Кліболда, про їхню взаємодію та розмови невідома. Окрім «Плівок з підвалу», які записували самі хлопці, з яких були опубліковані лише розшифровки і окрім короткого аудіозапису, таємно записаного батьком однієї з жертв, інформація відсутня. Вони стверджували, що збиралися зробити копії плівок, щоб надіслати їх до новинних станцій, але так і не зробили цього.
Гарріс і Кліболд познайомилися в середній школі Кена Керіла, коли навчалися в сьомому класі. З часом вони ставали дедалі ближчими, часто ходили в боулінг, їздили на машині та грали у відеогру Doom на приватному сервері, підключеному до їхніх персональних комп'ютерів. У молодших класах середньої школи хлопців називали нерозлучними. Чед Лафлін, близький друг Гарріса і Кліболда, розповідав, що вони завжди сиділи наодинці за обідом і часто трималися самі по собі.
Згодом з'явилися чутки, що Гарріс і Кліболд були геями і мали романтичні стосунки, через кількість часу, який пара проводила разом. Невідомо, чи знали вони про ці чутки. Джуді Браун вважала, що Гарріс був більш емоційно залежним від Кліболда. Однак у своїх щоденниках Кліболд писав, що відчував, що його ніхто не приймає і не любить. Через ці почуття Кліболд, можливо, шукав підтримки у Гарріса. Мати Кліболда вважає, що лють Гарріса, змішана з саморуйнівною особистістю Ділана, змусила хлопців живити один від одного і згодом призвело до нездорової дружби.
Згідно з їхніми щоденниковими записами, Гарріс і Кліболд, схоже, почали планувати напад у травні 1998 року, майже за рік до теракту. Протягом наступних одинадцяти місяців Гарріс і Кліболд ретельно готували вибухівку і збирали арсенал зброї. І Гарріс, і Кліболд залишили по собі кілька щоденникових записів і домашніх відеозаписів, які вони робили як поодинці, так і разом, передчуваючи різанину і пояснюючи свої мотиви. Гарріс і Кліболд сподівалися, що ці матеріали будуть широко переглянуті громадськістю і надихнуть послідовників, хоча значна частина доказів так і не була оприлюднена владою.
Хлопці часто носили тренчкоти в школі, і взагалі, як частину свого повсякденного вбрання, тому після вбивства було поширене переконання, що Гарріс і Кліболд були частиною шкільної кліки під назвою «Тренчкот мафія», групи невдах у школі, які нібито повстали проти популярних учнів. Це виявилося неправдою, оскільки ані Гарріс, ані Кліболд не мали жодного відношення до цієї групи.
Вищезгадані записи та відеозаписи пари дають уявлення про їхні мотиви для стрілянини. ФБР дійшло висновку, що Гарріс був психопатом, який проявляв нарцисичні риси, необмежену агресію та відсутність емпатії, тоді як Кліболд був визнаний гнівною депресивною людиною з мстивим ставленням до людей, які, на його думку, погано з ним поводилися. Однак ані Гаррісу, ані Кліболду не було офіційно поставлено жодного діагнозу розладу особистості до нападу, тому цей висновок часто дискутується. У наступні роки різні засоби масової інформації називали різні мотиви нападу, включаючи булінг, психічні захворювання, расизм, психіатричні препарати, насильство в музиці, фільмах та відеоіграх. Незважаючи на ці висновки, точний мотив нападу залишається непереконливим.
Гарріс і Кліболд стали іконами поп-культури, їх часто зображують, на них посилаються і їх часто бачать у кіно, на телебаченні, у відеоіграх, музиці та книгах. Багато вбивць після стрілянини черпали натхнення в цій парі (так званий «ефект Колумбайна»), або називали їх героями, мучениками і богами, або висловлюючи їм симпатію. Інші також одягаються як дует для косплею або Гелловіну.

## Передумови

### Перші зіткнення із законом
У ніч на 30 січня 1998 року Гарріс і Кліболд вдерлися до замкненого фургона, щоб викрасти комп'ютери та інше електронне обладнання. Через деякий час після того, як офіцер поліції округу Джефферсон проїжджав повз двох хлопців, що припаркувалися далі по дорозі біля входу в парк. Оскільки територія парку була закрита в той час, помічник шерифа вирішив провести додаткову перевірку. Поліцейський повідомив про свою присутність, коли один з хлопців готувався покласти викрадені речі в багажник автомобіля. Гарріс невдовзі зізнався у крадіжці після того, як поліцейський запитав, звідки взялося обладнання. Пізніше їм були пред'явлені звинувачення у хуліганстві, зломі, незаконному проникненні та крадіжці. Вони обидва справили гарне враження на співробітників поліції, які запропонували зняти їхні судимості, якщо вони погодяться пройти програму виведення з-під варти, яка включала громадські роботи та психіатричне лікування. Гарріса зобов'язали відвідувати заняття з управління гнівом, де він також справив сприятливе враження. Офіцер з пробації звільнив хлопців з програми на кілька місяців раніше запланованого терміну за хорошу поведінку. Щодо Гарріса було зазначено, що він «дуже яскрава особистість, яка, ймовірно, досягне успіху в житті», тоді як Кліболд був названий розумним, але таким, що «повинен розуміти, що важка праця є частиною здійснення мрії».
Через кілька місяців, 30 квітня, Гарріс передав власнику фургона першу версію написаного ним листа-вибачення, який він завершив наступного місяця. У листі Гарріс висловив жаль з приводу своїх дій, проте в одному зі своїх щоденникових записів від 12 квітня він написав: «Хіба Америка не повинна бути країною вільних? Чому, якщо я вільний, я не можу позбавити якогось довбаного придурка його майна, якщо він залишає його на передньому сидінні свого довбаного фургона у всіх на виду вночі? Природний відбір. Виродка треба пристрелити».

### «Наймані вбивці»
Коли на уроці економіки Гарріс отримав завдання зробити рекламу для бізнесу, вони з Кліболдом 8 грудня 1998 року зняли відео під назвою «Наймані вбивці», яке було опубліковано в лютому 2004 року. На ньому хлопці зображені як члени «Тренчкот мафії» – шкільної кліки, яка носила чорні плащі і вимагала гроші за захист учнів від хуліганів. Вони, вочевидь, не були членами «Тренчкот мафії», але дружили з деякими її членами. Хлопці носили чорні плащі в день різанини, тому відео виглядало як генеральна репетиція, показуючи, як вони ходять коридорами школи і розстрілюють хуліганів на вулиці з несправжніх пістолетів.
Обидва також відображали теми насильства у своїх творчих письменницьких проектах. Про оповідання за мотивами відеогри Doom, написане Гаррісом 17 січня 1999 року, вчитель Гарріса сказав: «У тебе унікальний підхід, і ти пишеш напрочуд добре – гарні деталі та настрій».

### Купівля зброї

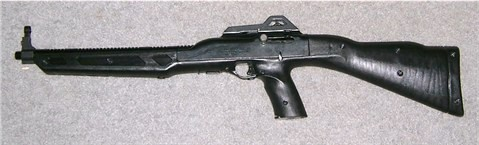
9-мм карабін Hi-Point 995, зброя, яку використовував Гарріс

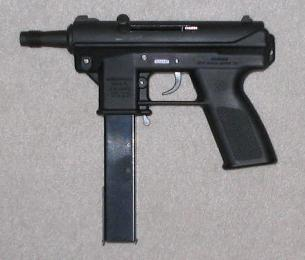
9-мм пістолет-кулемет TEC-DC9, також відомий як TEC-9, зброя, яку використовував Кліболд

Гарріс і КлІболд не могли легально придбати вогнепальну зброю, оскільки на момент планування різанини були неповнолітніми. Тоді Кліболд звернувся до Робін Андерсон, 18-річної учениці школи Колумбайн і давньої подруги Ділана, з проханням купити для пари дві рушниці і карабін Hi-Point. В обмін на її співпрацю зі слідством, яке проводилося після стрілянини, проти Андерсон не було висунуто жодних звинувачень. Після незаконного придбання зброї Кліболд обрізав свою двоствольну рушницю Savage 311-D 12-го калібру, скоротивши її загальну довжину приблизно до 23 дюймів (580 мм). Гарріс обрізав свою помпову рушницю Savage-Springfield 12-го приблизно до 26 дюймів (660 мм).
Стрільці також мали на озброєнні напівавтоматичний пістолет TEC-DC9, який також був незаконно проданий молодикам. Двоє чоловіків, Марк Мейнс і Філіп Дюран, були засуджені за постачання зброї Гаррісу і Кліболду.
Бомби, які вони використовували, були різноманітними і виготовлялися з каністр з вуглекислим газом, оцинкованих труб і металевих балонів з пропаном. Бомби були запалені сірниками, які були закріплені на одному кінці. Обидві бомби мали ударні наконечники на рукавах. Коли вони терлися об бомбу, головка сірника підпалювала запал. У вихідні перед стріляниною Гарріс і Кліболд придбали в будівельному магазині балони з пропаном та інші витратні матеріали на кілька сотень доларів. 
Кілька мешканців району стверджували, що чули, як в гаражі сім'ї Гаррісів б'ється скло, що, як пізніше було встановлено, вказувало на те, що вони виготовляли трубчасті бомби.
Більш складні бомби, такі як та, що вибухнула на розі бульвару Саут-Водсворт і Кен Керіл Авеню, мали таймери. Дві найбільші бомби були знайдені в шкільній їдальні і були зроблені з невеликих балонів з пропаном. Лише одна з цих бомб спрацювала, здетонувавши лише частково. За оцінками, якби будь-яка з бомб, закладених у їдальні, здетонувала належним чином, вибух міг би спричинити значні структурні пошкодження школи і призвести до сотень жертв.

## Різанина
20 квітня 1999 року, за кілька тижнів до того, як Гарріс і Кліболд мали закінчити школу, учень Брукс Браун, який курив на вулиці під час обідньої перерви, побачив, як Гарріс під'їжджає до школи. Браун перестав спілкуватися з Гаррісом роком раніше після того, як Гарріс кинув шматок льоду в лобове скло його автомобіля. Браун помирився з Гаррісом безпосередньо перед стріляниною. Він підійшов до Гарріса біля його машини і насварив його за те, що він пропускає ранкові заняття, оскільки Гарріс завжди серйозно ставився до шкільних занять і приходив на них вчасно. Гарріс відповів: «Це вже не має значення». Через кілька секунд Гарріс продовжив: «Бруксе, тепер ти мені подобаєшся. Забирайся звідси. Йди додому». Браун, який відчував себе тривожно, швидко покинув територію школи. Об 11:19 він почув перші постріли, відійшовши на деяку відстань від школи, і повідомив про це поліцію через мобільний телефон сусіда.
На той час Кліболд вже приїхав до школи на окремій машині і двоє хлопців залишили дві спортивні сумки, кожна з яких містила 20-фунтову пропанову бомбу, всередині їдальні. Їх початковий план передбачав, що коли ці бомби вибухнуть, Гарріс і Кліболд чекатимуть біля своїх автомобілів і будуть стріляти по людях, кидати бомби в тих, хто виживе після першого вибуху, коли ті вибігатимуть зі школи. Пізніше бомби, закладені в їхніх особистих автомобілях, мали вибухати, вбиваючи рятувальників та інших людей на місці події. Коли ці пристрої не спрацювали, Гарріс і Кліболд почали розстрілювати своїх однокласників і вчителів. Це була найсмертоносніша стрілянина в середній школі в історії США, доки її не перевершила стрілянина в середній школі Стоунмен Дуглас, вчинена Ніколасом Крузом 14 лютого 2018 року. Гарріс був відповідальним за вісім з тринадцяти підтверджених смертей (Рейчел Скотт, Деніел Рорбо, вчитель Дейв Сандерс, Стів Курноу, Кессі Берналл, Ісайя Шуелс, Келлі Флемінг і Деніел Маузер), тоді як Кліболд був відповідальним за решту п'ять (Кайл Веласкес, Метью Кехтер, Лорен Таунсенд, Джон Томлін і Корі Де-Путер). Було поранено 24 особи (21 з них – стрільцями), більшість з них перебували у критичному стані.

### Самогубство
О 12:02 Гарріс і Кліболд повернулися до бібліотеки. З 56 людей, що перебували в бібліотеці, 34 залишилися неушкодженими. Всі вони втекли після того, як Гарріс і Кліболд покинули бібліотеку. Пізніше слідчі з'ясували, що у Гарріса і КлІболда було достатньо набоїв, щоб убити їх усіх. Це сталося через 20 хвилин після того, як закінчилася їхня стрілянина. Десять з їхніх жертв були вбиті в бібліотеці. Вважається, що вони повернулися до бібліотеки, щоб подивитися, як вибухнуть їхні заміновані автомобілі, які були налаштовані на вибух опівдні. Цього не сталося, оскільки бомби не спрацювали. Гарріс і Кліболд підійшли до західних вікон і відкрили вогонь по поліцейських на вулиці. Під час перестрілки ніхто не постраждав. Між трьома і шістьма хвилинами пізніше вони підійшли до книжкових полиць біля столу, де лежав важко поранений Патрік Ірланд, який то приходив в себе, то втрачав свідомість. Студентка Ліза Кройц, поранена під час нападу, також перебувала в бібліотеці, не в змозі рухатися.
О 12:08 Гарріс і Кліболд наклали на себе руки. У подальшому інтерв'ю Крейц згадувала, що приблизно в цей час почула коментар на кшталт: «Ви в бібліотеці». Гарріс сів спиною до книжкової полиці і вистрілив зі своєї рушниці через піднебіння. Кліболд ж опустився на коліна і вистрілив собі в ліву скроню зі свого TEC-9. У статті The Rocky Mountain News стверджується, що Патті Нільсон чула, як вони кричали «Один! Два! Три!» в унісон, якраз перед тим, як пролунав гучний вибух. Нільсон сказала, що вона ніколи не розмовляла з жодним з авторів статті, а докази свідчать про протилежне. Перед тим, як застрелитися, Кліболд підпалив коктейль Молотова на сусідньому столі, під яким лежав Ірланд, від чого стільниця миттєво загорілася. Під обгорілою плівкою матеріалу був шматочок мозкової речовини Гарріса, що свідчить про те, що до цього моменту Гарріс застрелився.

## Вплив

### Послідувачі
Стрілянина в Колумбайні надихнула на інших скулшутерів, причому багато хто вихваляв Гарріса і Кліболда, називаючи їх мучениками, героями або богами. У деяких випадках це призвело до закриття цілих шкільних округів.
Ральф Ларкін досліджував дванадцять великих масових вбивств у школах США протягом наступних восьми років і виявив, що у восьми з них «нападники явно посилалися на Гарріса і Кліболда». Ларкін писав, що масове вбивство в Колумбайні створило «сценарій» для стрілянини. «Численні стрільці, які влаштували бійні після Колумбайну, безпосередньо посилалися на нього як на джерело свого натхнення. Інші намагалися перевершити стрілянину в Колумбайні за кількістю загиблих».
Розслідування 2014 року, проведене ABC News, виявило «щонайменше 17 нападів і ще 36 ймовірних нападів або серйозних погроз проти шкіл після нападу на середню школу Колумбайн, які можна пов'язати з різаниною 1999 року». Зв'язки, виявлені ABC News, включали в себе онлайн дослідження злочинцями стрілянини в Колумбайні, вирізки з новин і зображень стрілянини, явні заяви про захоплення Гаррісом і Кліболдом, такі як записи в журналах і соціальних мережах, у відеозаписах і в інтерв'ю поліції, приуроченість нападів до річниці різанини, плани перевищити кількість жертв у Колумбайні тощо. Було здійснено принаймні 60 масових убивств, в яких злочинці робили принаймні одне посилання на Гарріса і Кліболда.

### Фандом
Гарріс і Кліболд також породили фандом, який називає себе «колумбайнерами», здебільшого помітний на сайті блогів Tumblr. У той час як деякі з них мають лише науковий інтерес до пари або події, переважна більшість цих людей висловлюють симпатію, а іноді навіть сексуальний інтерес до Гарріса і Кліболда. Існує гомоеротичне мистецтво, намальоване на тему їхнього спільного майбутнього, якби вони не вчинили стрілянину, і костюми, створені на основі одягу, в якому Гарріс і Кліболд були одягнені в день убивства.
Фандом зазнав критики за героїзацію Гарріса та Кліболда і нібито натхнення на сюжети про стрілянину, такі як сценарій масового розстрілу у Галіфаксі.

### В популярній культурі
Документальний фільм Майкла Мура «Боулінг для Колумбіни» 2002 року значною мірою зосереджується на уявній одержимості американців ручною зброєю, її впливі на округ Джефферсон, штат Колорадо, та її ролі у стрілянині.
У 2004 році стрілянину було зображено у документальному фільмі «Нульова година», де Гарріса і Кліболда грають Бен Джонсон і Джош Янг відповідно.
У 2005 році геймдизайнер Денні Ледонн створив рольову відеогру під назвою Super Columbine Massacre RPG!!!, де гравець бере на себе роль Гарріса і Кліболда під час різанини. Гра отримала значну негативну реакцію в ЗМІ через те, що вона нібито прославляла дії пари. Батько однієї з жертв зауважив пресі, що гра «викликає у мене огиду. Ви баналізуєте дії двох вбивць і життя невинних людей».
Біографічний фільм 2016 року «Мені не соромно», заснований на щоденниках Рейчел Скотт, включає в себе фрагменти життя Гарріса і Кліболда, а також взаємодії між ними та іншими учнями середньої школи Колумбайн. Гарріса грає Девід Ерріго-молодший, а Кліболда – Корі Чепмен.
Фільм Ґаса Ван Сента «Слон» 2003 року зображує вигадану шкільну стрілянину, деякі деталі якої були засновані на різанині в Колумбайні, як-от сцена, в якій один з молодих вбивць заходить в шкільну їдальню і зупиняється, щоб зробити ковток з напою, залишеного там, як це зробив Гарріс під час стрілянини. У фільмі вбивць називано Алекс і Ерік, іменами акторів, які їх зображують, Алекса Фроста і Еріка Деулена.
У фільмі Бена Коччо «Нульовий день» 2003 року, який був натхненний стріляниною в Колумбайні, двох стрільців грають Андре Крігман і Кел Ґабріель.